# Könssegregation

Allmänna toaletter är ofta könssegregerade.

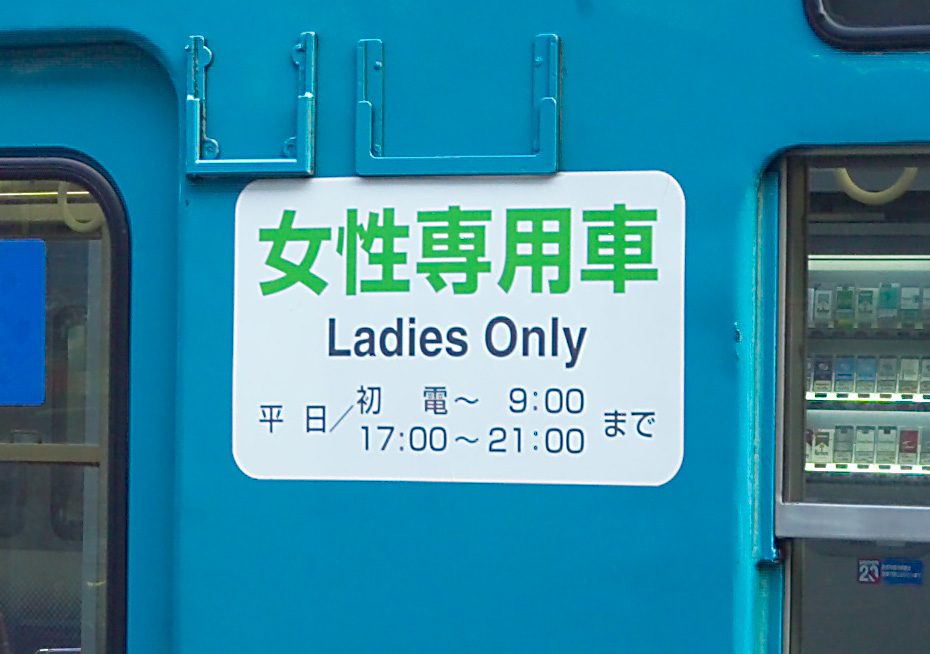
Japansk järnvägsvagn som är reserverad för kvinnor vissa tider.

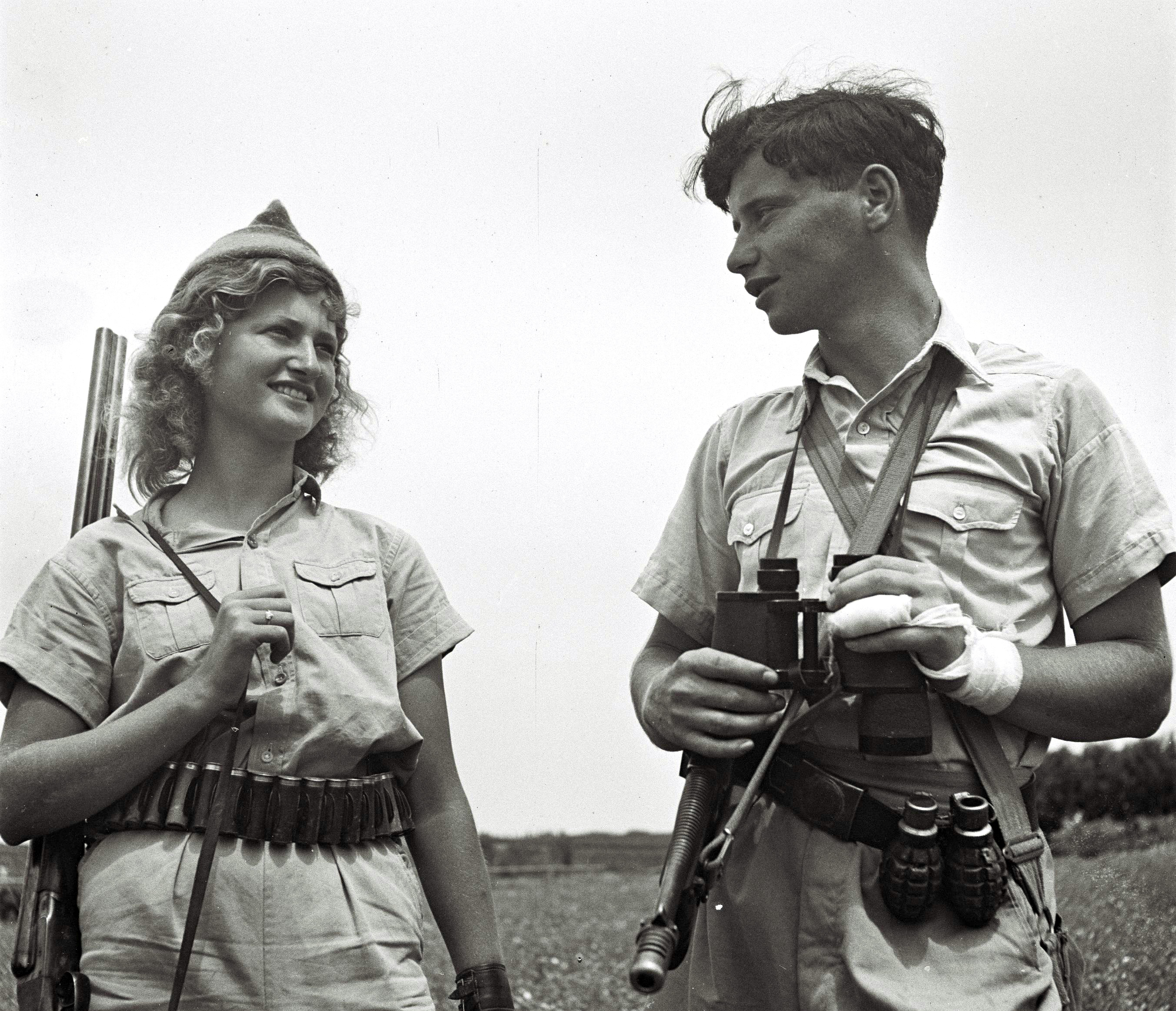
Studenter vid Ayanot Agricultural School i Israel under vakttjänst år 1948.

Könssegregation (av latin segrego, ’avskilja (från hjorden)’, ’separera’), innebär uppdelning och rumsligt åtskiljande mellan människor på grund av deras biologiska könstillhörighet.
Ibland används (pejorativt) ordet könsapartheid, (eng. ”gender apartheid” eller “sexual apartheid”).
Könssegregation kan vara frivillig eller ofrivillig. Den kan förekomma i både det offentliga och det privata. Juridikprofessorn David S. Cohen skiljer mellan ”tvingande”, ”administrativ”, ”lagligt tillåten” och ”frivilligt vald” könssegregation. ”Tvingande” och ”administrativ” är önskad och föreskriven och uttryckt i samhällets regler, medan ”tillåten” och ”frivillig” är vald av privata institutioner och allmänhet inom ramen för landets gällande lag.
Många menar att all könssegregation är ett brott mot mänskliga rättigheter och att det kan leda till ekonomisk ojämlikhet och motverka jämställdhet, samt att "samhällen med högre grad av jämställdhet har också färre fall av kvinnomisshandel och andra former av sexualiserat våld". Andra förordar könssegregation, ofta utifrån religiösa eller kulturella regler och traditioner.
Könssegregation som rumslig separering förekommer exempelvis i utrymmen och på platser såsom:
- Skolor med separat och olik undervisning för pojkar och flickor.
- Kyrkor, moskéer, synagogor och andra platser för ritualer.
- Idrottsplatser (herrlag, damlag).
- Parkeringsplatser (i exempelvis Tyskland, Japan och Brasilien).
- Kollektivtrafik (i vissa länder).
- Toaletter.
- Omklädningsrum, duschar, bad, bastur.
- Vårdrum och sjukhussalar.
- Rum för kroppsvisitationer.

Segregerande uppdelning förekommer också i exempelvis:
- Fritidsverksamhet (körer, föreningar, ordnar).
- Politisk verksamhet (kvinnoförbund).
- Kulturutbud (herrtidningar, damtidningar, pojkböcker, flickböcker, lad lit, chick lit).
- Vid kroppsvisitationer.

Könssegregation är ett globalt fenomen. Det är starkt kulturellt styrt och kan se helt olika ut på olika platser i världen. Könssegregation och könsintegration som uppfattas harmlös eller normal i ett land kan anses vara radikal eller olaglig i andra. Samtidigt kan många länders lagar och riktlinjer aktivt ge stöd till segregation. Omsorg om säkerhet och privatliv, traditionella värden och kulturella mönster och tron att könssegregation kan ge positiva resultat inom utbildning och samhälle kan medverka till detta.

## Konstitutionella och kulturella mönster
Frågan huruvida könssegregation formas av inbyggda mänskliga medfödda faktorer eller om det är resultat av rent kulturella och sociala faktorer har varit omdebatterad.
Människor är sexuella varelser vilket ofrånkomligt speglas i dels deras habitus (yttre) och genom kroppens primära och sekundära könskaraktäristika, dels genom mode- och kulturgrundade skillnader i klädsel, frisyr, smink, språk, intressen, vanor och beteenden etc. I vissa kulturer och historiskt under vissa tider, har skillnaderna betonats starkt, och varit grund för könssegregation, särskilt i fundamentalistiska religiösa traditioner. Mot detta har det i vissa kulturer funnits en strävan efter mindre markerade skillnader och ökad könsintegration, exempelvis i de socialistiska öststaterna under mitten av 1900-talet och i väst under 1960-talet (unisex) samt i viss feministisk ideologi efter 1970-talet.
En miljö som ansetts vara radikalt fri från könssegregering var de östeuropeiskt influerade israeliska kibbutzerna under tiden 1910-1960. Deras grundare ville ”skapa ett rättvist samhälle som kunde stå modell för resten av världen”. Jämställdheten skulle vara total, alla arbetare fick samma ersättning, oavsett uppgift. Jordbruksarbetare, män och kvinnor hade samma uppgifter och behövde efter avslutad arbetsdag inte diska, laga mat, städa osv, det utfördes av städare och kockar. Sovsalar, wc, omklädningsrum och duschar var där inte könsseparerade, utan att detta skapade problem. På 1960-talet kom samma strävan till Västeuropa och könssegregationen var delvis upphävd i omklädningsrum och duschar och bastur i Sverige och Danmark under några decennier kring 1970- och 1980-talen, vilket fortfarande kan förekomma på vissa platser i exempelvis Tyskland, Polen och Ryssland fortfarande idag.
Exemplet från kibbutzerna och från vissa ickeeuropeiska kulturer med en påfallande låg grad av könssegregering antyder att denna inte tycks vara konstitutionell utan kulturellt styrd – en vanesak.

## Trygghet som motiv för segregationen
Könssegregation uppkommer och upprätthålls ofta med säkerhet och privatliv som grund. I många delar av världen föreskriver lagen könssegregation i omklädningsrum, duschar och liknande platser baserat på en allmänt utbredd uppfattning att detta krävs av säkerhetsskäl. Det menas skydda mot sextrakasserier och sexuella övergrepp.
Även på allmänna platser uppfattas behovet av könssegregation allt mer nödvändigt som skydd för kvinnors säkerhet. För att motverka groping, street harassment och eve teasing på platser med trängsel har många länder avskilt women only spaces. Det finns exempelvis könssegregerade bussar, women-only passenger cars. Vagnar på tåg för endast kvinnor har introducerats i Mexico, Japan, på Filippinerna och andra länder för att begränsa sextrakasserier.
Vissa platser i Tyskland, Korea och Kina har women's parking spaces för kvinnors säkerhet.
Andra länder såsom Kanada, USA, Italien, Japan och Storbritannien tillhandahåller speciella parkeringsplatser för gravida kvinnor, främst för deras säkerhet.
Fristäder för misshandlade kvinnor, kvinnohus, kvinnojour eller tjejjour väljer ofta att vara könssegregerade. Även hälsokliniker för kvinnor kan vara könssegregerade.
I Sverige har det under senare år förts en debatt om att offentliga bad kan behöva könssegregeras. Det framkommer också uppgifter om att yngre kvinnor under 2016 undvikit simhallar.

## Nakenhet
I de flesta kulturer är aktiviteter och platser som involverar någon form av nakenhet könssegregerade, exempelvis omklädningsrum, duschar och toaletter. Sovsalar på vandrarhem och sovkupéer på tåg är ofta uppdelade efter kön.

## Sport
De flesta former av sporter och idrotter är könssegregerade, så till vida att damer och herrar tävlar i olika klasser och ibland med olika regelverk eller andra skillnader i förutsättningar. Det finns emellertid undantag från detta.

## Undervisning
I vissa delar av världen är könssegregerad undervisning med separata flickskolor och pojkskolor vanligt. I de delar av världen där samskolor är vanliga kan delar av undervisningen vara könssegregerad, exempelvis idrott eller sexualkunskap. I den svenska skolan var slöjdundervisningen fram till 1962 könssegregerad genom att flickor utbildades i textilslöjd och pojkar i trä- och metallslöjd.

## Religion
I vissa kristna kyrkor förekommer könssegregering genom att kvinnorna sitter på den norra sidan och männen på den södra sidan i kyrkans långhus.
Inom islam betraktas könssegregering vanligtvis som eftersträvansvärt och så gott som alla moskéer har separata utrymmen för män och kvinnor.

## Transportmedel
På vissa platser är allmänna transportmedel könssegregerade, eller rättare sagt finns det särskilda transportmedel, eller avdelningar av transportmedel för kvinnor. Det förekommer dels i muslimska länder och dels i judiska Israel med hänvisning till purdah men också i exempelvis Japan där det anses minska risken för att kvinnor ska bli antastade eller överfallna av män.